# Robert De Niro
Robert Anthony De Niro (New York, 17 agosto 1943) è un attore e produttore cinematografico statunitense con cittadinanza italiana.
Interprete prolifico e versatile, è considerato uno dei migliori attori della storia del cinema, soprattutto per l'importante produzione a cavallo tra gli anni settanta e gli anni novanta del XX secolo, in cui ha avuto modo di lavorare con rinomati registi in pellicole di enorme successo. Perfezionista noto per la maniacale preparazione e documentazione dei suoi ruoli, ha interpretato alcuni tra i più noti, travagliati e complessi personaggi apparsi sullo schermo. Ha inoltre ampliato la sua carriera autodirigendosi in un paio di occasioni e nel 2002 ha co-fondato il Tribeca Festival.
È stato candidato per nove volte al Premio Oscar vincendolo in due occasioni: nel 1975 come miglior attore non protagonista nel ruolo del giovane Vito Corleone ne Il padrino - Parte II e nel 1981 come miglior attore protagonista per avere interpretato il pugile Jake LaMotta nel film Toro scatenato. Celebre l'interpretazione in Taxi Driver (1976) di Scorsese dove è stato candidato come miglior attore protagonista. Nel 2003 gli è stato assegnato il Life Achievement Award dell'American Film Institute come riconoscimento per il suo contributo alla storia del cinema e nel 2020 lo Screen Actor Guild Award alla carriera.nel 2025 riceve la palma d’oro alla carriera del festival di Cannes 

## Biografia
(Robert De Niro)
Nasce nel Greenwich Village, un quartiere di Manhattan (New York), il 17 agosto del 1943, figlio unico di Robert De Niro Sr., un artista statunitense di origini irlandesi e italiane (i nonni paterni di Robert Sr., Giovanni Di Niro - che per un mero errore di pronuncia fu trascritto in "De Niro" - e Angelina Mercurio, erano originari di Ferrazzano, in provincia di Campobasso, da cui emigrarono nel 1890), e di Virginia Admiral (1915-2000), una poetessa e pittrice statunitense di origini irlandesi, francesi, olandesi e tedesche.
I suoi genitori divorziarono quando lui aveva due anni e Robert crebbe con la madre nel quartiere di Little Italy e qui acquisì le maggiori influenze culturali per le sue origini italiane: De Niro stesso, in effetti, si definisce principalmente come un italo-americano. Ben presto l'obiettivo di De Niro divenne la recitazione e in tal modo, senza avere completato la scuola superiore, incominciò la sua folgorante carriera nel mondo del cinema, intrecciatasi per buona parte con quella di un altro "figlio" della Little Italy dell'epoca, il regista Martin Scorsese.

## Carriera

### Gli inizi e i primi ruoli

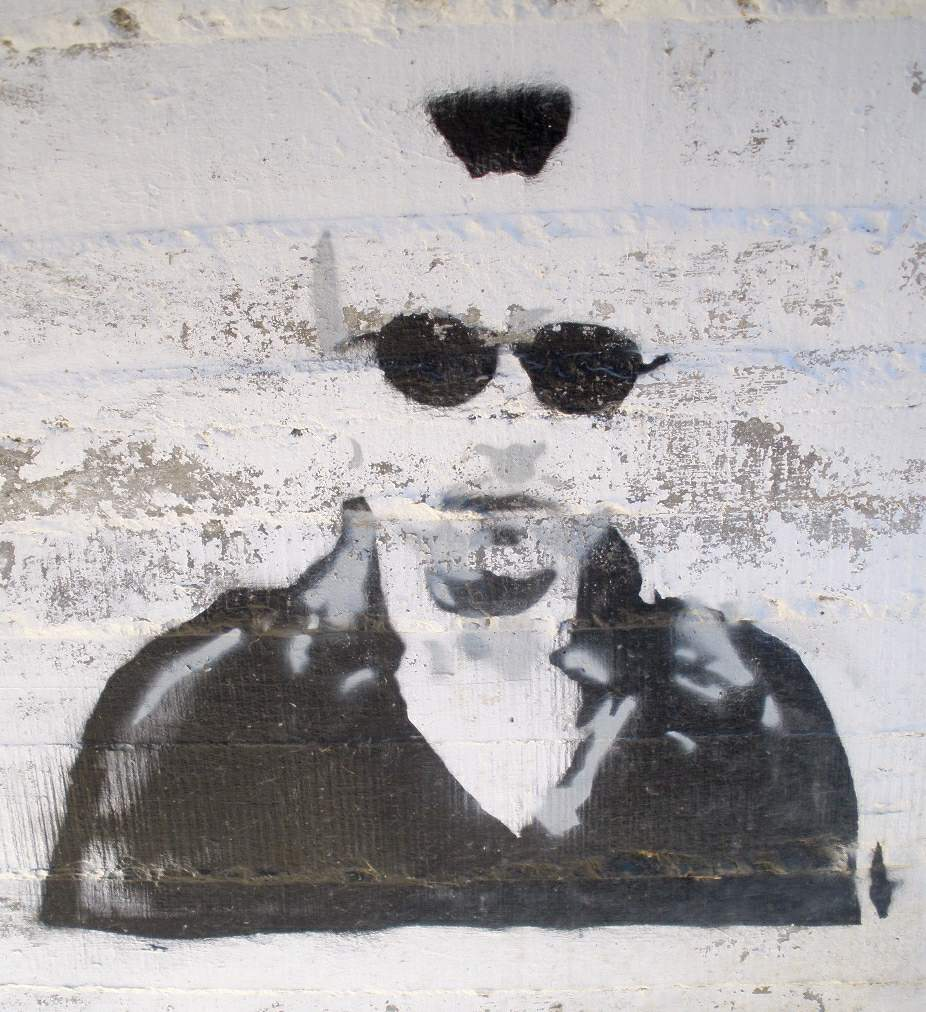
Il personaggio interpretato da Robert De Niro nel film Taxi Driver nel 1976, rimasto impresso nell'immaginario collettivo e nella cultura popolare

Il giovane Robert studiò recitazione all'HB Studio e all'Actors Studio di Lee Strasberg. Studiò anche con Stella Adler nel suo Conservatory, dove venne esposto alle tecniche del metodo Stanislavskij.
L'esordio cinematografico arrivò all'età di venti anni con la commedia Oggi sposi di Brian De Palma, film girato nel 1963 ma distribuito nelle sale solamente nel 1969, poiché verrà valutato in un modo molto pesante dalla censura, che per la prima volta giudicò un film con il visto X-Rating; il primo ruolo ufficiale, non accreditato, sarà tuttavia nel film francese Tre camere a Manhattan per la regia di Marcel Carné. Prenderà parte a un altro film di Carné, I giovani lupi del 1968. Seguiranno altre collaborazioni con De Palma nelle commedie Ciao America! e Hi, Mom!, seguito di Oggi sposi, che metteranno in evidenza le doti sia di De Palma sia di De Niro. Alla fine degli anni sessanta interpreta nel contempo anche ruoli più impegnati come in Sam's Song e Il clan dei Barker.
Nei primi anni settanta alterna nuovamente commedie come I maledetti figli dei fiori e La gang che non sapeva sparare, a film più complessi come Il mio uomo è una canaglia. Nel 1971 partecipò a un provino per la parte di Sonny Corleone nel casting de Il padrino: il regista Francis Ford Coppola rimase piacevolmente colpito dal suo screen-test, tuttavia su pressione della Paramount fu sostituito da James Caan. Un primo ruolo veramente significativo arrivò nel 1973 quando John D. Hancock lo scelse per il ruolo del giocatore di baseball affetto da linfoma di Hodgkin nel film Batte il tamburo lentamente; per prepararsi al ruolo Robert potrà finalmente mettere in pratica gli insegnamenti dell'Actors Studio, trasferendosi ad Atlanta per studiare le tecniche di baseball, dando per la prima volta prova della sua maniacalità e serietà per un ruolo. Fu il primo successo cinematografico di De Niro, la cui interpretazione venne ampiamente lodata dalla critica.
Sempre nel 1973 avvenne uno degli incontri più importanti per la carriera di De Niro: l'amico Brian De Palma lo presentò al neo-regista Martin Scorsese, anch'egli di origini italiane, che lo scelse per affiancare Harvey Keitel in Mean Streets - Domenica in chiesa, lunedì all'inferno nel ruolo di John Johnny Boy Civello: questa interpretazione segnerà una definitiva svolta nella sua carriera poiché i dettami del gangster da lui impersonato saranno alla base di alcuni tra i suoi più celebri ruoli nei film successivi. Mean Streets segnò inoltre la nascita di uno dei più importanti sodalizi della storia del cinema, quello con Martin Scorsese, che diverrà anche una profonda amicizia, e li porterà a collaborare in dieci fortunate pellicole. Nel 1974, il regista Francis Ford Coppola lo chiamò per interpretare il giovane Vito Corleone nel film Il padrino - Parte II. Per questo ruolo vinse il suo primo Oscar nella categoria miglior attore non protagonista.

### I due Oscar e la definitiva consacrazione
De Niro si consacra così definitivamente al pubblico mondiale come uno dei nuovi talenti emergenti della generazione della Nuova Hollywood, categoria di cui fanno parte oltre a lui anche Jack Nicholson, Al Pacino, Dustin Hoffman e Gene Hackman.

De Niro con Dominique Sanda in una scena di Novecento (1976)

A seguito di ciò viene chiamato a recitare in due capolavori: nel 1975 infatti riceve la proposta del regista italiano Bernardo Bertolucci per recitare nel suo kolossal Novecento, incentrato sulla lotta per i loro diritti, e per affrancarsi da una schiavitù secolare, fra i braccianti agricoli e i grandi padroni terrieri all'inizio del XX secolo, e con un cast di all-star comprendente Gérard Depardieu, Burt Lancaster e Donald Sutherland. Dimostra allo stesso tempo grande caparbietà e dedizione, recitando per il film di Bertolucci tutti i giorni feriali, e per poi tornare negli Stati Uniti il weekend per essere il protagonista del nuovo lavoro dell'amico Scorsese Taxi Driver, ove interpreta il personaggio di Travis Bickle, reduce del Vietnam e tassista notturno con problemi psichici. Il personaggio è considerato uno dei più rappresentativi e disturbanti della storia del cinema moderno, oltre che una delle più grandi interpretazioni di sempre; De Niro si preparò al film svolgendo realmente il mestiere di tassista a New York, e improvvisò sul set la celebre battuta "You talkin' to me?" allo specchio, divenuta una delle scene più famose del cinema. Per questo ruolo De Niro ha ricevuto la candidatura al Premio Oscar come miglior attore protagonista, e il film divenne uno dei più grandi capolavori del cinema mondiale, vincendo la Palma d'oro a Cannes. Nello stesso anno segue un'altra importante collaborazione, quella con il regista Elia Kazan in Gli ultimi fuochi, ultimo lungometraggio del controverso cineasta, che tuttavia non venne accolto in maniera entusiastica dalla critica e dal pubblico.
La collaborazione con Scorsese si rinnova nel 1977 con il musical New York, New York, dove De Niro recita accanto a Liza Minnelli imparando, per interpretare al meglio il personaggio del sassofonista Jimmy Doyle, a suonare realmente il sassofono. Nonostante l'ottimo cast il film si rivela un clamoroso insuccesso al botteghino e spingerà il regista in una profonda crisi personale.
Il film successivo di De Niro fu un ulteriore grande successo, quando dopo il forfait di Roy Scheider viene scelto dalla Universal come protagonista del film Il cacciatore di Michael Cimino, dove recita insieme a Christopher Walken e Meryl Streep. Fu ancora una volta un ruolo pesante da interpretare per De Niro, vittima di diversi inconvenienti durante le riprese, tra cui una caduta da un elicottero in cui rimase seriamente ferito. Fu inoltre lo stesso Robert a pagare di tasca sua l'occorrente affinché l'attore John Cazale, con cui aveva lavorato ne Il padrino - Parte II, potesse prendere parte al film nonostante il cancro ai polmoni con cui stava combattendo. Nonostante la travagliata lavorazione il film viene accolto positivamente da una parte della critica e del pubblico e vince cinque Oscar (tra cui miglior film e miglior regia), e lo stesso De Niro ottiene una nuova candidatura come miglior attore protagonista, superato però da Jon Voight per Tornando a casa.

### Gli anni ottanta

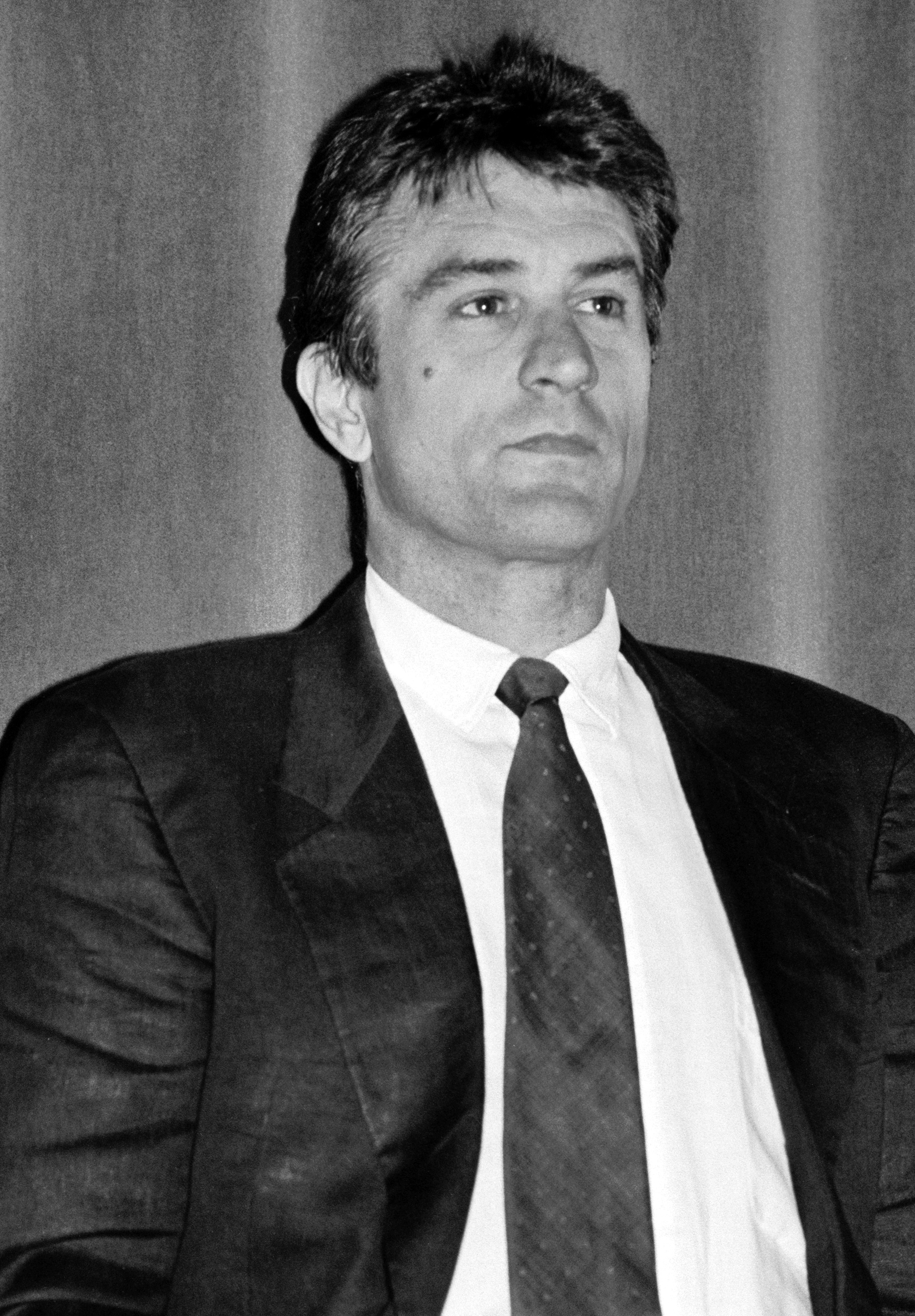
Robert De Niro al Festival del cinema americano di Deauville 1988

Nel 1981 De Niro vinse il Premio Oscar come miglior attore per la sua interpretazione del pugile italoamericano Jake LaMotta in Toro scatenato di Martin Scorsese. Per un intero anno prima dell'inizio della produzione De Niro si è allenato insieme con LaMotta stesso e durante la produzione Scorsese fermò le riprese per quattro mesi in modo che De Niro potesse guadagnare trenta chili per interpretare al meglio il pugile a fine carriera.
L'anno seguente ha recitato al fianco di Robert Duvall in L'assoluzione (1981), film noir che si incentra su due fratelli – uno un detective e l'altro un prete – che si mettono alla ricerca di un killer di prostitute. Poi tornò a lavorare con Scorsese per la quinta volta nel film Re per una notte (1983), dove interpreta Rupert Pupkin, aspirante comico che disperato per trovare la fama e il successo escogita un piano per rapire il presentatore di un talk show notturno (interpretato da Jerry Lewis), per ottenere una parte nel suo spettacolo. All'uscita nelle sale il film si rivelò un insuccesso, per poi essere rivalutato in seguito ed essere considerato un cult.
Il regista italiano Sergio Leone lo scelse per il ruolo di protagonista nel kolossal C'era una volta in America (1984). Attraverso l'utilizzo dell'analessi e dalla prolessi, il film racconta l'ascesa e la caduta del gangster ebreo David "Noodles" Aaronson dagli anni venti fino agli anni sessanta. Presentato fuori concorso in anteprima al Festival di Cannes, C'era una volta in America ricevette "15 minuti di standing ovation", ricevendo ampi consensi dalla critica europea. Negli Stati Uniti il film si rivelò un flop, a causa della versione finale curata dal produttore e non approvata dal regista. In seguito anche in America il film venne apprezzato e viene considerato uno dei migliori film gangster degli ultimi anni.
Nello stesso anno tornò a recitare insieme con Meryl Streep nel film romantico Innamorarsi; successivamente il regista inglese Terry Gilliam lo ingaggia per un ruolo di supporto nel film fantascientifico Brazil (1985). Nel 1986 ha recitato insieme con Jeremy Irons e Liam Neeson nel film Mission con la colonna sonora di Ennio Morricone, dove interpreta un mercante di schiavi pentito e divenuto gesuita a protezione degli indios Guaraní dal colonialismo. Il film vinse la Palma d'oro al Festival di Cannes del 1986.
Dopo quasi vent'anni De Niro tornò a lavorare per Brian De Palma per il quale interpretò il boss Al Capone nel film campione d'incassi The Untouchables - Gli intoccabili, dove recitò accanto a Kevin Costner e Sean Connery. Nello stesso anno ha interpretato Lucifero nel thriller Angel Heart - Ascensore per l'inferno, insieme con Mickey Rourke.
Recita poi in Prima di mezzanotte del regista Martin Brest, dove interpreta un cacciatore di taglie alla ricerca di un ragioniere che ha disperso 15 milioni di dollari di un boss in beneficenza; il film fu un successo di critica e pubblico. Nel 1989 è il protagonista del dramma Jacknife - Jack il coltello e della commedia Non siamo angeli, dove recita insieme con l'amico Sean Penn.

### Gli anni novanta

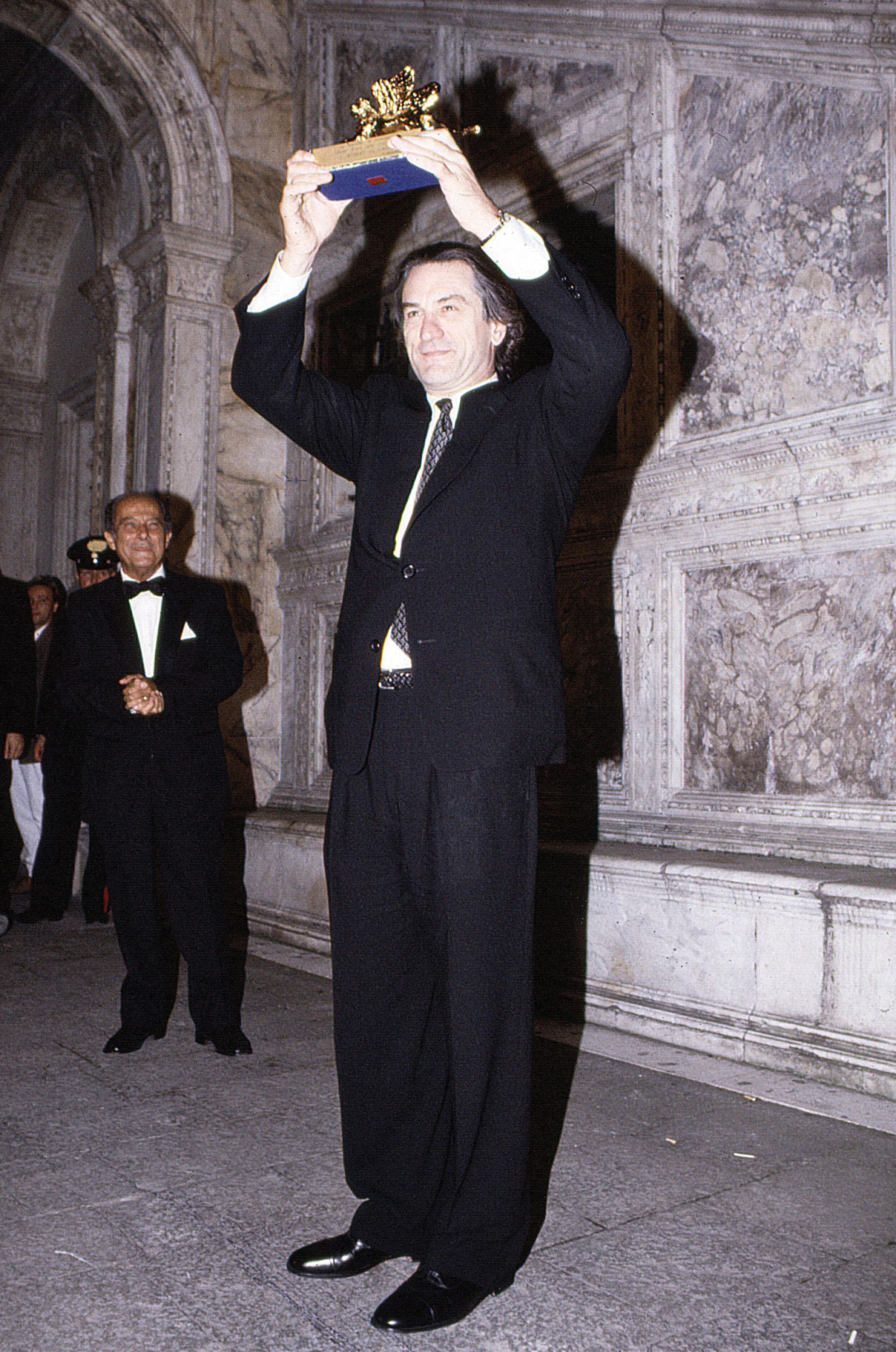
Robert De Niro alla 50ª Mostra internazionale d'arte cinematografica di Venezia (1993) mentre riceve il Leone d'oro alla carriera

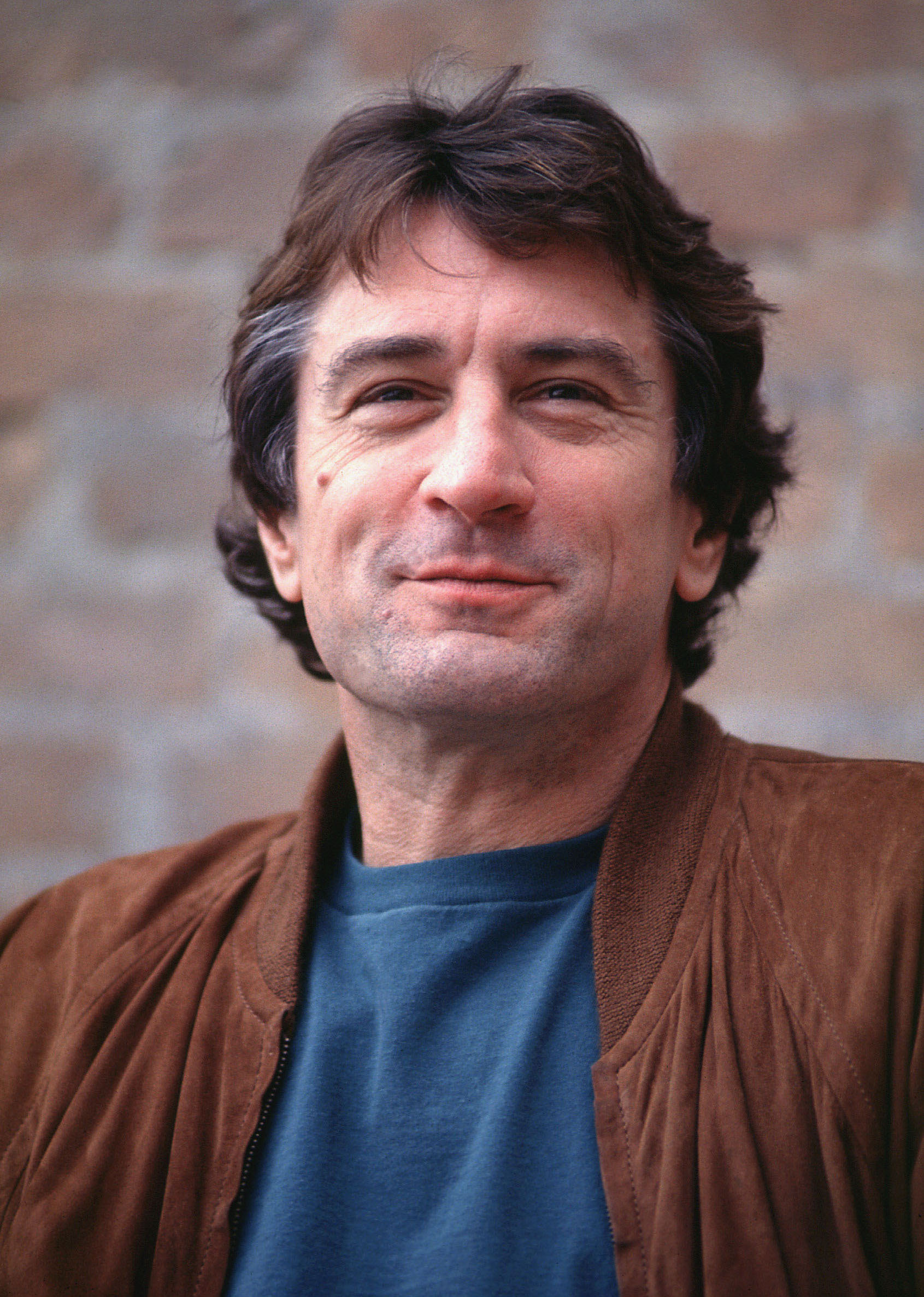
Robert De Niro alla 47ª Mostra internazionale d'arte cinematografica di Venezia (1990)

Nel 1990 torna a lavorare con Martin Scorsese nel film Quei bravi ragazzi, dove De Niro interpreta magistralmente il ruolo del gangster Jimmy Conway e per il quale viene nominato al BAFTA come miglior attore protagonista. Il film è recitato accanto a Ray Liotta e Joe Pesci, che per questo film si aggiudicherà il Premio Oscar come miglior attore non protagonista. Nello stesso anno è il protagonista del film romantico Lettere d'amore accanto a Jane Fonda e del drammatico Risvegli accanto a Robin Williams, per il quale viene nominato al Golden Globe e al Premio Oscar.
L'anno seguente torna a collaborare con Scorsese in Cape Fear - Il promontorio della paura, dove recita accanto a Nick Nolte e Jessica Lange. Nel film interpreta lo psicopatico Max Cady, ex carcerato e ora assetato di vendetta nei confronti dell'avvocato che lo ha fatto finire in prigione. Grazie a questa interpretazione è stato candidato al Golden Globe e al Premio Oscar.
Nel 1993 produce, dirige e interpreta Bronx ( A Bronx Tale). È il suo esordio alla regia, e il film si rivela un grande successo. La sceneggiatura è scritta da Chazz Palminteri ed è tratta da un lavoro teatrale dello stesso attore.
Sempre nel 1993 è protagonista insieme a Ellen Barkin e un giovanissimo Leonardo DiCaprio nella pellicola drammatica Voglia di ricominciare, che consacra il giovane DiCaprio al grande pubblico. L'anno seguente interpreta il mostro di Frankenstein nel film Frankenstein di Mary Shelley diretto e interpretato da Kenneth Branagh. L'interpretazione della creatura, la quale spicca di umanità e compassione, si ritaglia un ruolo particolare nel genere. Nello stesso anno riceve, insieme a Claudia Cardinale, Steven Spielberg e Roman Polanski alla Mostra internazionale d'arte cinematografica di Venezia, il Leone d'oro alla carriera.
Nel 1995 vanno ricordate due delle sue migliori interpretazioni della sua carriera: interpreta infatti il giocatore professionista Sam "Asso" Rothstein in Casinò, che segna l'ottava collaborazione con Martin Scorsese, dove recita accanto a Joe Pesci e Sharon Stone e interpreta il criminale Neil McCauley nel film Heat - La sfida del regista Michael Mann, dove De Niro divide lo schermo con un altro grande attore della storia del cinema: Al Pacino. La compresenza dei due attori è uno dei motivi principali del successo del film, in quanto i due attori, pur avendo recitato ne Il padrino - Parte II, non avevano mai girato una scena insieme: con un budget di 60 milioni di dollari il film ha incassato globalmente 187 milioni risultando uno dei maggiori successi dell'attore italoamericano.
L'anno seguente è il protagonista, insieme a Wesley Snipes nel thriller The Fan - Il mito di Tony Scott, che però si rivela un insuccesso al botteghino. Inoltre recita da co-protagonista nel film thriller Sleepers, in un cast che vede attori come Brad Pitt, Jason Patric, Kevin Bacon, Dustin Hoffman e Vittorio Gassman, e nel drammatico La stanza di Marvin insieme a Diane Keaton, Meryl Streep e Leonardo DiCaprio. Recita nuovamente con Dustin Hoffman nella commedia Sesso & potere diretta nuovamente da Barry Levinson (già regista di Sleepers) e interpreta ruoli secondari in Cop Land con Sylvester Stallone e Harvey Keitel e in Jackie Brown di Quentin Tarantino in un cast che vede Samuel L. Jackson, Michael Keaton e Bridget Fonda.
Nel 1998 ha recitato nel thriller Ronin del regista John Frankenheimer. Nel cast, oltre a De Niro, vi sono anche attori come Jean Reno, Sean Bean e Stellan Skarsgård. Sempre nello stesso anno recita in Paradiso perduto, adattamento del romanzo di Charles Dickens Grandi speranze. L'anno seguente è nella commedia Terapia e pallottole, dove interpreta un boss mafioso in crisi di identità che va in cura da uno psicologo, interpretato da Billy Crystal. Sempre nello stesso anno è il protagonista del dramma Flawless - Senza difetti accanto a Philip Seymour Hoffman.

### Il nuovo millennio

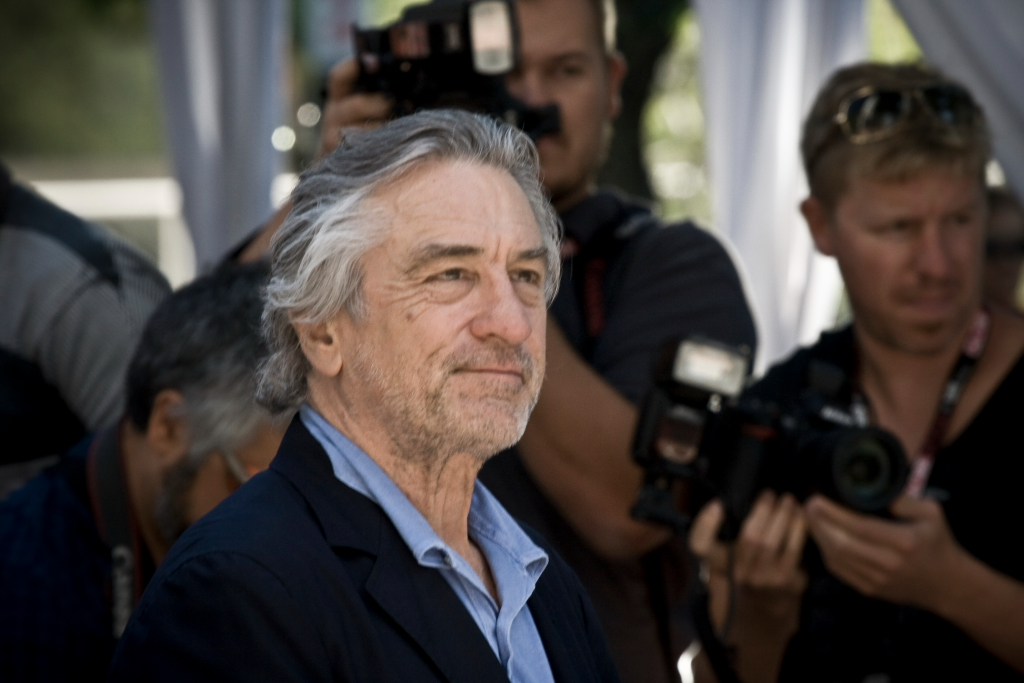
Robert De Niro al Toronto International Film Festival 2011.

Negli anni duemila De Niro recita in molte più commedie del solito. Uno dei suoi più celebri ruoli comici è quello dell'ex-agente della CIA e patriarca di una simpatica famiglia Jack Byrnes, nella trilogia composta da Ti presento i miei (2000), Mi presenti i tuoi? (2004) e Vi presento i nostri (2010), interpretata con Ben Stiller. Nel 2001 però torna a interpretare ruoli seri nei film 15 minuti - Follia omicida a New York, insieme con Edward Burns, e The Score, dove recita nei panni di un ladro professionista con Edward Norton e soprattutto per l'unica volta con Marlon Brando, qui alla sua ultima apparizione cinematografica.
Nel 2004 particolare interesse ha suscitato il film Il ponte di San Luis Rey, dove De Niro ha recitato con F. Murray Abraham, Geraldine Chaplin e Harvey Keitel, poiché è ricordato come il più grande flop della storia del cinema (ha incassato solo 49981 $). Nello stesso anno appare anche nei panni di sé stesso nel documentario Fahrenheit 9/11 di Michael Moore e recita nell'horror Godsend - Il male è rinato, riscuotendo tuttavia anche in quest'ultimo caso poca fortuna. Nel 2008 torna per la terza volta, dopo Il padrino - Parte II e Heat - La sfida, a lavorare con Al Pacino nel film poliziesco Sfida senza regole. Il film tuttavia non ottiene il successo di quelli precedenti e anche la critica lo accoglie tiepidamente.
Negli anni 2010 l'attore ha dichiarato di volere alternare d'ora in poi film comici a film più seri, diversamente da quanto ha fatto negli anni precedenti. Nel 2010 recita così nel film Machete di Robert Rodriguez, mentre l'anno seguente torna, dopo 27 anni, a interpretare un film in Italia recitando in Manuale d'amore 3 di Giovanni Veronesi, dove recita in italiano. Nel 2012, dopo essere stato protagonista del thriller Red Lights, a distanza di 21 anni dalla sua ultima nomination agli Oscar viene candidato come miglior attore non protagonista per la sua interpretazione ne Il lato positivo - Silver Linings Playbook di David O. Russell (che lo dirigerà anche in American Hustle - L'apparenza inganna, 2013, e Joy, 2015), ritrovando così per un momento l'attenzione della critica che negli ultimi quindici anni lo aveva accusato di essersi perso in film di basso profilo. Nel 2014 recita nel thriller Motel accanto a John Cusack, ma il film si rivela un flop.
Nel 2019 torna a essere diretto da Martin Scorsese nel biografico/drammatico The Irishman, adattamento cinematografico del saggio L'irlandese. Ho ucciso Jimmy Hoffa, scritto da Charles Brandt nel 2004. e interpreta Murray Franklin nel nuovo cinecomic stand-alone Joker (il suo personaggio in Joker è un tributo a quello da lui stesso interpretato in Re per una notte, con delle citazioni di Taxi Driver).

### Dietro la macchina da presa
Nel 1993 esordisce alla regia, autodirigendosi al fianco di Chazz Palminteri nel film Bronx, a cui seguirà nel 2006 The Good Shepherd - L'ombra del potere, in cui si ritaglia stavolta una piccola parte vicino ai protagonisti Angelina Jolie e Matt Damon. Il progetto era stato concepito come il primo film di una trilogia che De Niro intendeva dedicare interamente alla CIA, ma non vi sono stati più sviluppi.

### TriBeCa Film Festival

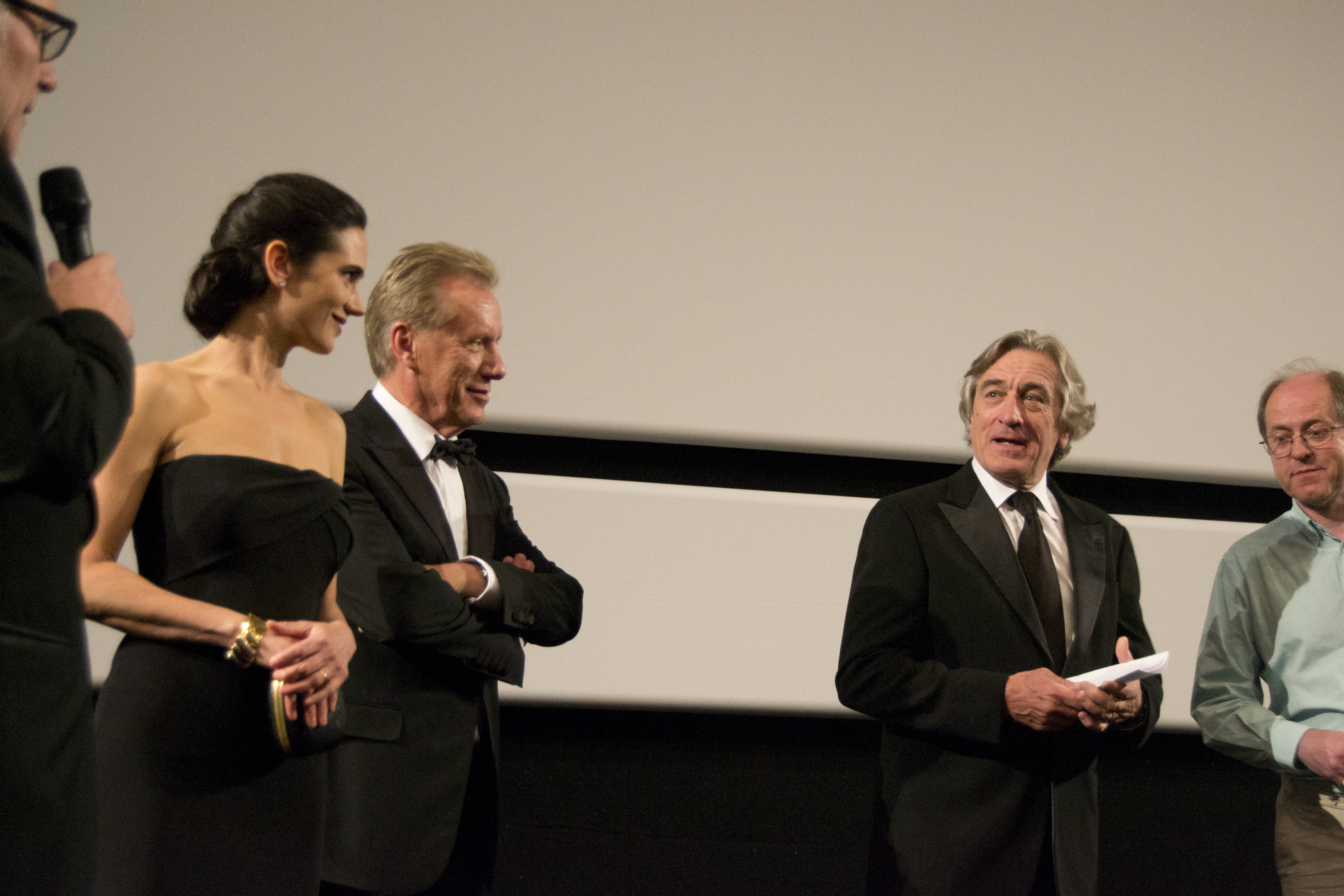
Robert De Niro riunito al cast del film C'era una volta in America a Cannes nel 2012

Nel 2002 Jane Rosenthal, Craig Hatkoff e Robert De Niro, in risposta agli attentati dell'11 settembre 2001 al World Trade Center e la conseguente perdita di vitalità dell'area vicina di Tribeca a Manhattan, quartiere nel quale lo stesso De Niro abita da anni, hanno deciso di dare vita a un festival cinematografico per la città di New York, il Tribeca Film Festival, che in pochi anni, grazie ai nomi eccellenti nell'organizzazione, si è affermato come uno dei più interessanti eventi cinematografici mondiali.

## Vita privata
Padre di sette figli nati  da quattro relazioni diverse: con l'attrice Diahnne Abbott (con cui è stato sposato dal 1976 al 1988) ha adottato Drena, nata da una precedente relazione della moglie, e ha avuto il figlio biologico Raphael (1976). Nel 1995 ha avuto dalla fidanzata dell'epoca Toukie Smith i gemelli Julian Henry e Aaron Kendrik, tramite madre surrogata. Nel 1997 sposa l'attrice Grace Hightower e poco dopo nasce Elliot (1998); la coppia si separa nel 1999, ma il divorzio non è mai ufficializzato e la coppia rinnova i voti nel 2004. Nel 2011 nasce, sempre tramite madre surrogata, Helen Grace. Nel 2018 la coppia ha avviato la separazione. Nel maggio 2023, dalla relazione con Tiffany Chen nasce Gia Virginia.
È nonno di quattro nipoti, tre avuti da Raphael, nati nel 2006, nel 2008 e nel 2012, e uno dalla figlia Drena, nato nel 2002. Nel 2023 il nipote avuto da Drena è deceduto per overdose.
A marzo del 2016 rivelò che il figlio Elliot è autistico e si dichiarò molto interessato al tema dell'autismo.
Nell'ottobre 2003 gli venne diagnosticato un cancro alla prostata, per cui fu operato nel dicembre 2003 al Memorial Sloan-Kettering Cancer Center.
Nel 2004 gli è stata conferita la cittadinanza onoraria di Ferrazzano, paese di origine dei suoi antenati e il 18 ottobre 2006 venne naturalizzato italiano, pur conservando la cittadinanza statunitense. Fu l'allora sindaco di Roma, Walter Veltroni, a consegnare all'attore il passaporto italiano. De Niro aveva espresso il desiderio di ottenere la cittadinanza dei suoi antenati, alla quale aveva peraltro diritto.

## Teatro
- Cry in the Street, di Rolf Lauckner (1961-1962)
- God Wants What Man Wants, di Arthur Sanier (1965)
- The World of Günter Grass, da Günter Grass, adattamento di Dennis Rosa (1966)
- Tchin Tchin, di Sidney Michael (1967)
- Generation, di William Goodhart (1967)
- The Boor, di Anton Čechov (1968)
- Glamour, Glory and Gold: The Life and Legend of Nola Noonan, Goddes and Star, di Jackie Curtis (1968)
- Gloria and Esperanza, di Julie Bovasso (1969)
- The Basement, di Harold Pinter (1969)
- Captain Smith and His Glory, di David Freeman (1969)
- Come and Go, di Samuel Beckett (1969)
- One Night Stands for a Noisy Passenger, di Shelley Winters (1970)
- Three Zen Koans, in Kool Aid, di Merle Molofsky (1971)
- Shubert's Last Serenade, di Julie Bovasso (1973)
- Cuba and His Teddy Bear, di Reinaldo Povod (1986)

## Riconoscimenti
- Premio Oscar

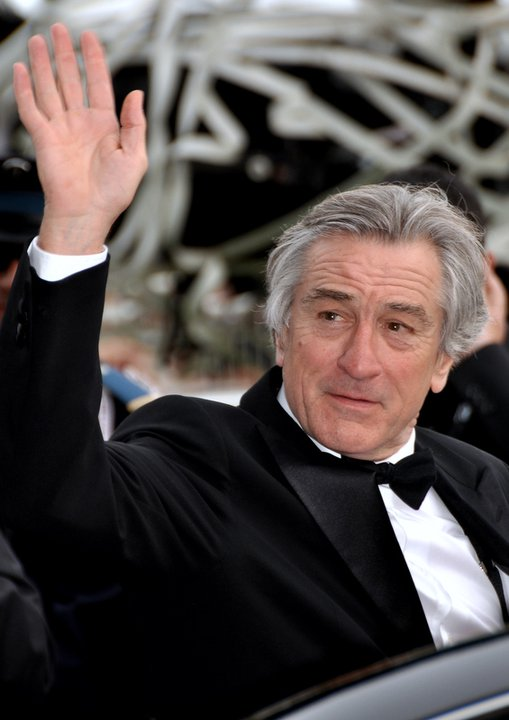
Robert De Niro al Festival di Cannes 2011

  - 1975 – Miglior attore non protagonista per Il padrino - Parte II
  - 1977 – Candidatura al miglior attore per Taxi Driver
  - 1979 – Candidatura al miglior attore per Il cacciatore
  - 1981 – Miglior attore per Toro scatenato
  - 1991 – Candidatura al miglior attore per Risvegli
  - 1992 – Candidatura al miglior attore per Cape Fear - Il promontorio della paura
  - 2013 – Candidatura al miglior attore non protagonista per Il lato positivo - Silver Linings Playbook[23]
  - 2020 – Candidatura al miglior film per The Irishman
  - 2024 – Candidatura al miglior attore non protagonista per Killers of the Flower Moon
- Golden Globe
  - 1977 – Candidatura al miglior attore in un film drammatico per Taxi Driver
  - 1978 – Candidatura al miglior attore in un film commedia o musicale per New York, New York
  - 1979 – Candidatura al miglior attore in un film drammatico per Il cacciatore
  - 1981 – Miglior attore in un film drammatico per Toro scatenato
  - 1989 – Candidatura al miglior attore in un film commedia o musicale per Prima di mezzanotte
  - 1992 – Candidatura al miglior attore in un film drammatico per Cape Fear – Il promontorio della paura
  - 2000 – Candidatura al miglior attore in un film commedia o musicale per Terapia e pallottole
  - 2001 – Candidatura al miglior attore in un film commedia o musicale per Ti presento i miei
  - 2011 – Golden Globe alla carriera (premio Cecil B. DeMille)
  - 2018 – Candidatura al miglior attore in una mini-serie o film per la televisione per The Wizard of Lies
  - 2024 – Candidatura al miglior attore non protagonista per Killers of the Flower Moon
- British Academy of Film and Television Arts
  - 1976 – Candidatura al miglior attore debuttante per Il padrino – Parte II
  - 1977 – Candidatura al miglior attore protagonista per Taxi Driver
  - 1980 – Candidatura al miglior attore protagonista per Il cacciatore
  - 1982 – Candidatura al miglior attore protagonista per Toro scatenato
  - 1984 – Candidatura al miglior attore protagonista per Re per una notte
  - 1991 – Candidatura al miglior attore protagonista per Quei bravi ragazzi
- David di Donatello
  - 1981 – Candidatura al miglior attore straniero per Toro scatenato
  - 1991 – Candidatura al miglior attore straniero per Quei bravi ragazzi
  - 1992 – Candidatura al miglior attore straniero per Cape Fear – Il promontorio della paura
- Premio Emmy
  - 2017 – Candidatura al miglior attore protagonista in una miniserie o film per The Wizard of Lies
  - Festival di Cannes
  - 2025 Palma d’oro alla carriera

## Doppiatori italiani
Nelle versioni in italiano delle opere in cui ha recitato, Robert De Niro è stato doppiato da:
- Stefano De Sando in Mission, Cento e una notte, Ronin, Le avventure di Rocky e Bullwinkle, Ti presento i miei, 15 minuti - Follia omicida a New York, The Score, Showtime, C'era una volta in America (ridoppiaggio), Colpevole d'omicidio, Un boss sotto stress, Godsend - Il male è rinato, Mi presenti i tuoi?, Il ponte San Luis Rey, Nascosto nel buio, Extras, The Good Shepherd - L'ombra del potere, Stardust, Disastro a Hollywood, Sfida senza regole, Stanno tutti bene - Everybody's Fine, 30 Rock, Machete, Stone, Vi presento i nostri, Limitless, Killer Elite, Capodanno a New York, Red Lights, Being Flynn, Freelancers, Il lato positivo - Silver Linings Playbook, Big Wedding, Killing Season, Cose nostre - Malavita, Last Vegas, American Hustle - L'apparenza inganna, Il grande match, Motel, Lo stagista inaspettato, Bus 657, Joy, Nonno scatenato, The Wizard of Lies, Joker, The Irishman, Nonno questa volta è guerra, C'era una truffa a Hollywood, Amsterdam, Wash Me in the River, Papà scatenato, Killers of the Flower Moon, In viaggio con mio figlio, The Alto Knights - I due volti del crimine, Zero Day
- Ferruccio Amendola in Ciao America!, Hi, Mom!, Taxi Driver, Novecento, New York, New York, Il cacciatore, Toro scatenato, L'assoluzione, Re per una notte, C'era una volta in America, Innamorarsi, The Untouchables - Gli intoccabili, Prima di mezzanotte, Jacknife - Jack il coltello, Non siamo angeli, Lettere d'amore, Quei bravi ragazzi, Risvegli, Indiziato di reato - Guilty by Suspicion, Fuoco assassino, Cape Fear - Il promontorio della paura, Amanti, primedonne, La notte e la città, Lo sbirro, il boss e la bionda, Voglia di ricominciare, Bronx, Frankenstein di Mary Shelley, Heat - La sfida, The Fan - Il mito, Sleepers, La stanza di Marvin, Cop Land, Sesso & potere, Jackie Brown, Terapia e pallottole, Flawless - Senza difetti, Men of Honor - L'onore degli uomini
- Gigi Proietti in Mean Streets - Domenica in chiesa, lunedì all'inferno, Gli ultimi fuochi, Casinò
- Paolo Poiret in Brazil, Angel Heart - Ascensore per l'inferno
- Carlo Sabatini ne Il clan dei Barker
- Renato Cortesi ne Il mio uomo è una canaglia
- Claudio Sorrentino in Batte il tamburo lentamente
- Pino Colizzi ne Il padrino - Parte II
- Renzo Stacchi in Paradiso perduto
- Riccardo Rossi in Oggi sposi
- Pino Insegno ne Il padrino - Parte II (ridoppiaggio)
- Sandro Acerbo in Hi, Mom! (ridoppiaggio)
- Stefano Mondini in Jackie Brown (ridoppiaggio)

Nel film Manuale d'amore 3 recita in italiano.
Nei prodotti in cui compare nelle vesti di doppiatore, in italiano è sostituito da:
- Stefano De Sando in Shark Tale
- Luciano De Ambrosis in Arthur e il popolo dei Minimei